# Лекі
Лакі або лекі —  вимоваⓘ  іранська мова, іноді розглядається як діалект курдської, відноситься до північно-західних іранських мов.
Поширена в центральному Загросі (Іран, провінції Ілам, Лурестан, Керманшах, Хамадан, Казвін та Хузестан). Також зустрічається в Іраку.